# Tuile des Fées
Le dolmen de la Tuile des Fées, également appelé tombe des Fées ou dolmen de Pinols, est situé sur la commune de Tailhac dans le département français de la Haute-Loire.

## Protection
Le dolmen et son tumulus sont classés au titre des monuments historiques par arrêté du 11 septembre 1987.

## Description
Le dolmen est endommagé. Il comporte six grandes dalles et deux plus petites. Il pourrait s'agir d'un dolmen de type angevin, la chambre étant délimitée par quatre orthostates, lui donnant une forme carrée, et précédée d'un portique. La table de couverture effondrée au milieu de la chambre mesure 3,50 m de long sur 2,80 m de large pour une épaisseur de 0,50 m et son poids est estimé à 15 tonnes.
Le dolmen a subi des fouilles clandestines au XIXe siècle. C. Gautrand-Moser y a mené une fouille archéologique en 1976.

## Folklore
Selon la tradition, le monument fut construit par une fée pour s'y abriter des intempéries quand elle gardait ses moutons. Le trou visible dans une des dalles aurait été creusé par sa quenouille lors de son transport.